# Gaißau

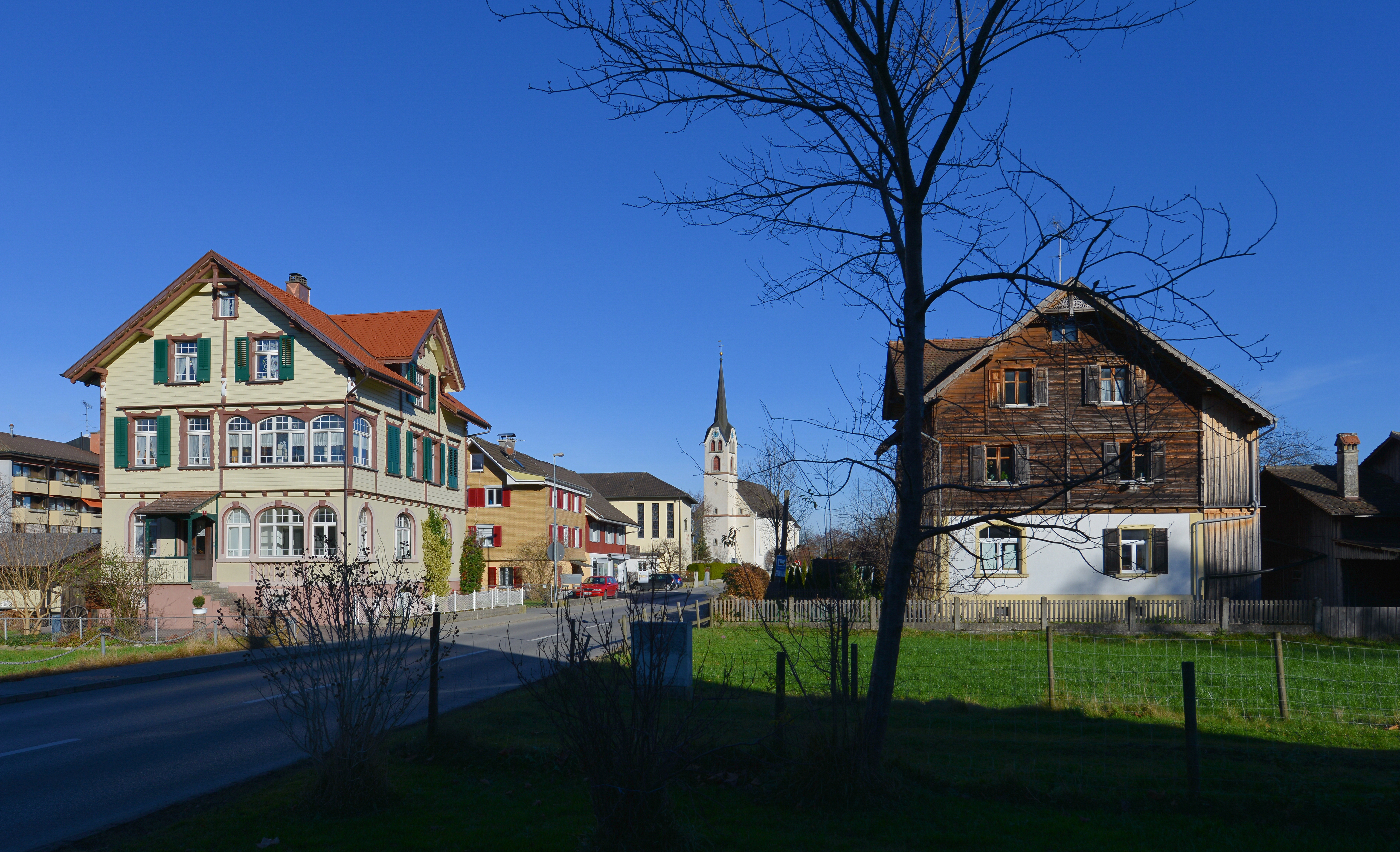
Kirchdorf mit Pfarrkirche Gaißau

Gaißau ist eine Gemeinde mit 1886 Einwohnern (Stand 1. Jänner 2025) im Nordwesten des österreichischen Bundeslandes Vorarlberg.

## Geografie
Gaißau erstreckt sich zwischen Bodensee und dem in Mäandern dahinfließenden Alten Rhein bis zu dessen Mündung im Rheinholz direkt an der Staatsgrenze zur Schweiz. Das Gemeindegebiet liegt zwischen 400 m Seehöhe ü.A. im Ortszentrum und 396 m ü. A. am Bodenseeufer. Von 532,2 ha Katasterfläche insgesamt sind 41,9 % landwirtschaftliche Nutzflächen, 32,6 % Gewässer, 10,6 % Wald, 7,6 % Gärten und 2,9 % Bauflächen. Der Anteil des Dauersiedlungsraumes beträgt in Summe 51,5 %. Der Rheinspitz mit dem Rheinholz sowie das Bodenseeufer sind Teil des Europaschutzgebietes Rheindelta. Gaißau bildet die Nordwestecke des Vorarlberger Rheintals.
Es existieren keine weiteren Katastralgemeinden in Gaißau.

### Nachbargemeinden
Durch ihre Lage im äußersten Westen des Rheindeltas grenzt die Gemeinde Gaißau im Westen und Süden an drei Schweizer Gemeinden des Kantons St. Gallen, im Osten an eine österreichische Gemeinde des eigenen Bezirks Bregenz sowie im Norden an den Bodensee (Internationales Gewässer).
|          |                                             |        |
| Thal     | Kompassrose, die auf Nachbargemeinden zeigt | Höchst |
| Rheineck | St. Margrethen                              |        |

## Geschichte

### Frühgeschichte
Die erstmalige urkundliche Erwähnung von Gaißau fand um 900 n. Chr. in einer Beschreibung des Gemeindebezirkes „Mark der Höchster“ statt.
Genauere Bezeichnungen über „Gaysowe“ beginnen erst im 14. Jahrhundert, als die Au zwischen Rheineck (heute auf dem Gebiet der Schweiz), St. Margrethen und Höchst zur „Mark Höchst“ gehörend, über die Grafen von Feldkirch zu Österreich kam. Nach den neuesten Geschichtsforschungen ist erwiesen, dass „Gaißow bi Rinegg“ ein Doppelhof war.
Der Name Gaißau entstand um 1400 und steht seitdem für das heutige Gemeindegebiet.

### Wechselnder Besitz und Zugehörigkeit
Ab 1405 bis 1408 war das Gebiet der Rheinmündung bis Fußach als zu Feldkirch gehörend im Bund ob dem See unter St. Galler und Appenzeller Herrschaft. Besitzer waren in der Folge die Herren von Rheineck, später ging der Besitz an das Kloster St. Gallen über. Auch nach dem Frieden von Basel im Jahre 1499 behielt das Kloster St. Gallen die meisten Rechte bis zur Auflösung 1798. Im Archiv des Klosters ist zu lesen:
„Gaißawer gehörent zue Höchst in die Pfarrkirchen, zue Bregentz in Krieg, zue Rorschach ins Gricht, zue Gaißaw in Kirchhoff, zu Veldtkich an Galgen.“
Ab 1500 ist Gaißau eigenständig. 1755 bestätigte der Abt von St. Gallen die Gemeindeordnung, hatte jedoch das letzte Wort bei Gemeindebeschlüssen. Spätestens 1783 gehörte das Gebiet vermutlich schon zur – bereits 1765 an die Habsburger gefallenen – Grafschaft Hohenems. 1798 wechselte Gaißau endgültig unter die vollständige Hoheit Österreichs.

### Jüngere Änderungen
Wurde die Gemeinde vor 1934 von einem Ammann, Hauptmann oder Vorsteher geleitet, so war dies ab 1934 ein Bürgermeister.
Bis zum 31. Dezember 1929 war Gaißau der Bezirkshauptmannschaft Feldkirch und dem Bezirksgericht Dornbirn zugeordnet, wechselte aus verkehrstechnischen Gründen am 1. Jänner 1930 aber in die Zuständigkeit der Bezirkshauptmannschaft und des Bezirksgerichtes Bregenz. Von 1938 bis 1946 war Gaißau mit den Nachbargemeinden Fußach und Höchst in der Gemeinde Rheinau zusammengeschlossen.

### Bevölkerungsentwicklung
Gaißau ist innerhalb Vorarlbergs die Gemeinde mit der am stärksten steigenden Einwohnerzahl.
Der Ausländeranteil lag Anfang 2024 bei 13,9 Prozent.

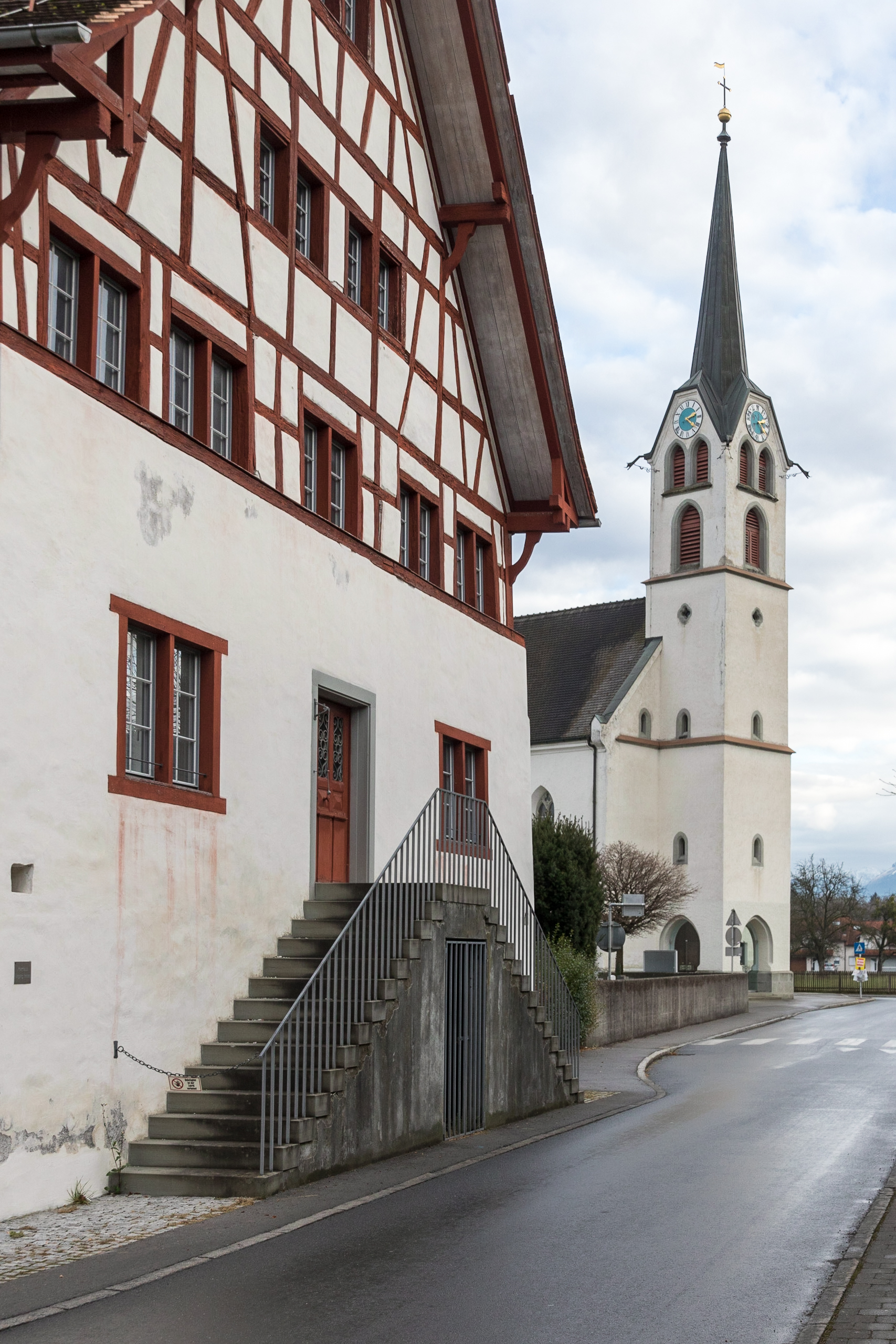
Gaißau, Pfarrgemeindehaus und Kirche St. Othmar

## Kultur und Sehenswürdigkeiten
- Pfarrkirche hl. Othmar

## Wirtschaft und Infrastruktur

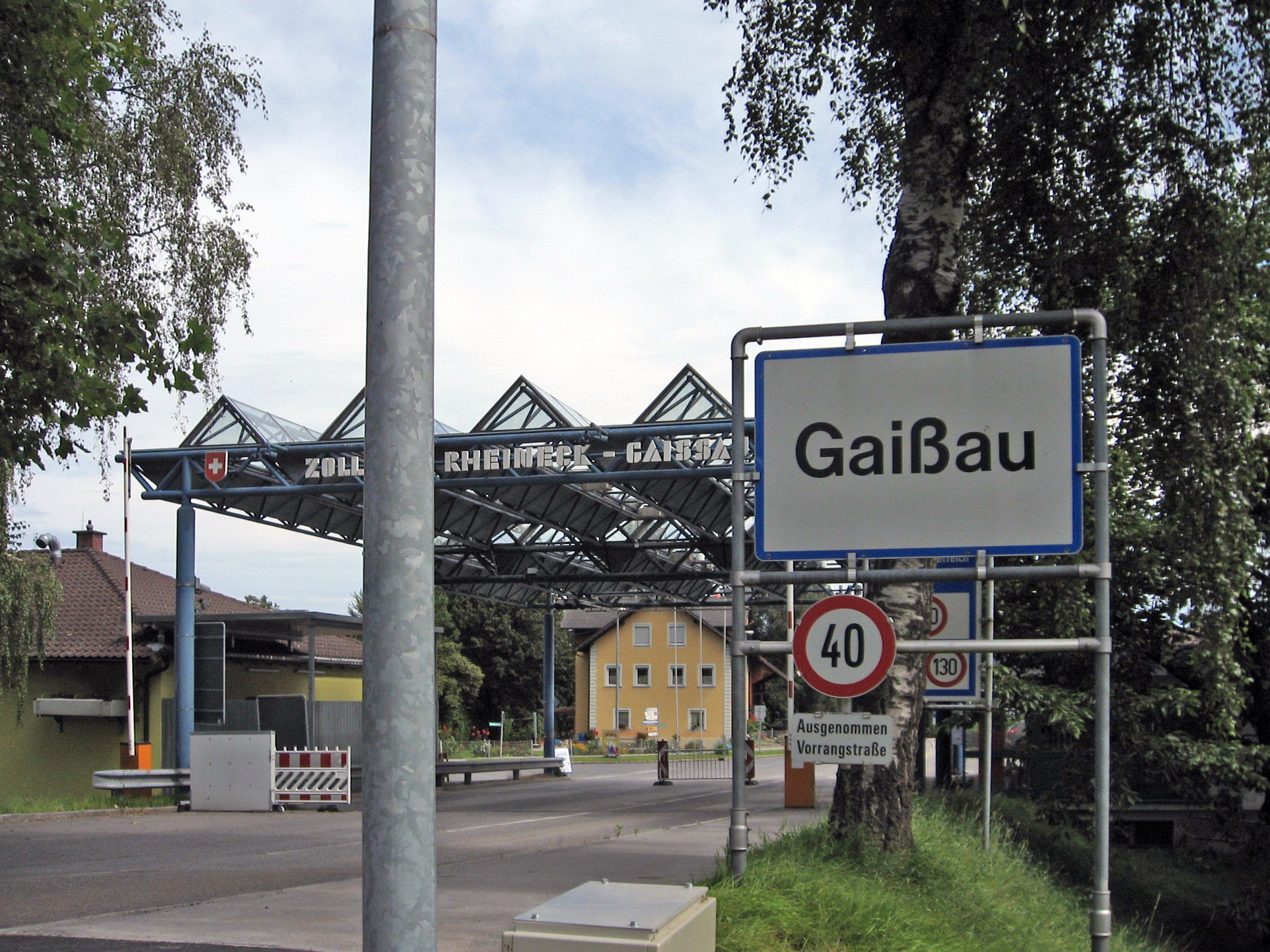
Grenzübergang Gaißau/Rheineck auf der österreichischen Seite des Alten Rheins

In Gaißau gab es im Jahr 2021 95 Arbeitsstätten mit 863 Beschäftigten. Die Allgemeine Erwerbsquote lag bei 53,9 %, die Auspendlerquote bei 82,7 %.
Landwirtschaft spielt eine wichtige Rolle und ist stark im Wachstum begriffen. 2020 gab es in Gaißau 13 land- und forstwirtschaftliche Betriebe, die eine Gesamtfläche von rund 1741 ha bewirtschafteten, was mehr als dem dreifachen der gesamten Katastralfläche der Gemeinde entspricht. 2010 betrug die von 14 Betrieben bewirtschaftete Fläche noch 181 ha bzw. rund 32 % der Gemeindefläche.
Durch Gaißau führt die Landesstraße 19, die Gaißauer Straße, die in Höchst von der L202 Schweizer Straße abzweigt und bis zum Grenzübergang führt. Der Grenzübergang Gaißau/Rheineck für den Straßenverkehr über den Alten Rhein ist ein kleinerer Grenzübergang zwischen Österreich und der Schweiz. Es handelt sich um die nördlichste Grenzübertrittsmöglichkeit an der Staatsgrenze zwischen Vorarlberg und der Schweiz auf dem Landweg.
In Gaißau gibt es eine Volksschule mit 83 Schülern (Stand September 2017) sowie einen Kindergarten.
1904 wurde im Gaissau die erste österreichische Niederlassung der Kongregation Franziskaner Missionsschwestern von Maria Hilf errichtet. Im Missionshaus St. Josef wurden die Schwestern auf ihren Einsatz in der Mission vorbereitet, 1980 baute der Orden das Alten- und Pflegeheim.

## Politik

### Gemeindevertretung
In Vorarlberg wählen die Bürger alle fünf Jahre die Mitglieder der Gemeindevertretung durch Ankreuzen eines Listen-Wahlvorschlages bzw. durch Mehrheitswahl wenn kein Listenvorschlag vorliegt. Weiters den Bürgermeister durch Ankreuzen eines Wahlvorschlages.
Die Gemeindevertretung wählt in der konstituierenden Sitzung aus ihrer Mitte – sofern keine Wahl durch die Bürger zustande kam – gemäß § 61 Gemeindegesetz einen Bürgermeister und dann einen mindestens dreiköpfigen Gemeindevorstand. Die Zahl dieser „Gemeinderäte“ darf aber gemäß § 55 den vierten Teil der Zahl der Gemeindevertreter nicht übersteigen.
Der Bürgermeister führt den Vorsitz bei den generell öffentlichen Sitzungen der Gemeindevertretung, in denen kommunale Belange besprochen und Beschlüsse gefasst werden. Beobachter haben kein Mitspracherecht und kein Stimmrecht. Die Gemeindevertretung kann nach Bedarf Ausschüsse bestellen. Sitzungen des Gemeindevorstandes und der Ausschüsse sind nicht öffentlich.

#### Sitzverteilung nach den Wahlen
- Gemeindevertretungswahlen 1985: ÖVP 10, WUS 3, Liste freier unabh. Bürger 2. [12]
- Gemeindevertretungswahlen 1990: ÖVP 9, WUS 4, FPÖ 2.[13]
- Gemeindevertretungswahlen 1995: ÖVP 10, WUS 3, Die Freiheitlichen  2.[14]
- Gemeindevertretungswahlen 2000: ÖVP 8, SPÖ 4, Die Freiheitlichen 3.[15]
- Gemeindevertretungswahlen 2005: ÖVP 10, SPÖ 3, Die Freiheitlichen 2.[16]
- Gemeindevertretungswahlen 2010: ÖVP 10, FPÖ 3, SPÖ 2.[17]
- Gemeindevertretungswahlen 2015: ÖVP 12, FPÖ 3, SPÖ 3.[18]
- Gemeindevertretungswahlen 2020: ÖVP 12, SPÖ 3, Die Freiheitlichen 3.[19]
- Gemeindevertretungswahlen 2025: ÖVP 10, Ralph Vonach - Freiheitliche 6, SPÖ 2.[20]

#### Wahlergebnisse 1985 bis 2025
| 1985 | 662  | 94,86 % | 62,54 %, 10 Mandate | 22,28 %, 3 Mandate | 15,18 %, 2 Mandate |                                                                     |                                                 |                                                 |                                                 |
| 1990 | 723  | 90,18 % | 58,86 %, 9 Mandate  | 26,42 %, 4 Mandate | 14,72 %, 2 Mandate |                                                                     |                                                 |                                                 |                                                 |
| 1995 | 840  | 91,31 % | 66,35 %, 10 Mandate | 19,46 %, 3 Mandate | 14,19 %, 2 Mandate |                                                                     |                                                 |                                                 |                                                 |
| 2000 | 944  | 90,78 % | 53,85 %, 8 Mandate  | 23,96 %, 4 Mandate | 22,19 %, 3 Mandate | Helmut Egelhofer: 66,58 %, Egon Gmeiner: 33,42 %                    |                                                 |                                                 |                                                 |
| 2005 | 1012 | 71,05 % | 64,0 %, 10 Mandate  | 20,15 %, 3 Mandate | 15,85 %, 2 Mandate | Reinhold Eberle: 79,52 %, Egon Gmeiner: 20,48 %                     | Reinhold Eberle: 79,52 %, Egon Gmeiner: 20,48 % | Reinhold Eberle: 79,52 %, Egon Gmeiner: 20,48 % | Reinhold Eberle: 79,52 %, Egon Gmeiner: 20,48 % |
| 2010 | 1198 | 70,87 % | 66,79 %, 10 Mandate | 14,22 %, 2 Mandate | 19,00 %, 3 Mandate | Reinhold Eberle: 85,60 %                                            | Reinhold Eberle: 85,60 %                        | Reinhold Eberle: 85,60 %                        | Reinhold Eberle: 85,60 %                        |
| 2015 | 1347 | 64,22 % | 65,37 %, 12 Mandate | 16,46 %, 3 Mandate | 18,17 %, 3 Mandate | Reinhold Eberle: 84,06 %                                            | Reinhold Eberle: 84,06 %                        | Reinhold Eberle: 84,06 %                        | Reinhold Eberle: 84,06 %                        |
| 2020 | 1434 | 56,42 % | 61,95 %, 12 Mandate | 20,44 %, 3 Mandate | 17,61 %, 3 Mandate | Reinhold Eberle: 70,05 %                                            | Reinhold Eberle: 70,05 %                        | Reinhold Eberle: 70,05 %                        | Reinhold Eberle: 70,05 %                        |
| 2025 | 1424 | 70,5 %  | 53,9 %, 10 Mandate  | 11,5 %, 2 Mandate  | 34,6 %, 6 Mandate  | Philip Schlegel: 52,9 %, Ralph Vonach: 37,6 %, Angelika Mayr: 9,5 % |                                                 |                                                 |                                                 |

### Bürgermeister
- 1945–1949 Josef Lutz[22]  Anmerkung 1,  Anmerkung 2
- 1949–1950 Konrad Lutz[22]  Anmerkung 2
- 1950–1975 Ferdinand Nägele[22]  Anmerkung 2
- 1975–1990 Josef Selb[22]
- 1990–2003 Helmut Egelhofer (ÖVP)[22]
- 2003–2025 Reinhold Eberle (ÖVP)[23]
- seit 2025 Philip Schlegel (ÖVP)[24][25]

Anmerkung 1 Die neuen NS-Machthaber legten mit dem Gebietsänderungsgesetz vom 18. Oktober 1938 die Gemeinden Fußach, Höchst und Gaißau zur neuen Gemeinde Rheinau zusammen. War bis 1947 wirksam.
Anmerkung 2 1950 werden erstmals seit 1929 wieder freie und demokratische Gemeinderatswahlen durchgeführt. 1945 waren die Bürgermeister und Gemeindevertreter von den Franzosen eingesetzt worden und 1947 hatte lediglich eine Anpassung an die Ergebnisse der Landtagswahlen stattgefunden.

## Söhne und Töchter der Gemeinde
- Ivo Brunner (* 1952), Schulpädagoge, Anglist, Lehrerbildner und Hochschulprofessor
- Bruno Oberhammer (* 1946), Komponist, Organist und Musikpädagoge
- Lorena Baljak (* 2006), österreichische Nationalspielerin Handball